# La Flecha (pico)
La Flecha es una montaña del interior de la península ibérica, sierra de Guadarrama —perteneciente al sistema Central— y de las provincias españolas de Segovia y Madrid, con 2077 metros sobre el nivel del mar. El pico forma parte del parque nacional de la Sierra de Guadarrama. Es el punto más alto del término municipal de Trescasas.

## Leyendas

### Leyenda del Tuerto de Pirón
El Tuerto de Pirón era un bandolero nacido en la localidad segoviana cercana de Santo Domingo de Pirón. Fernando Delgado Sanz, apodado el Tuerto de Pirón, robaba a los ricos, asaltaba iglesias y caminos, según cuentan los locales y como se relata en el libro Romances de El Tuerto de Pirón narración de Tomás Calleja, La Atalaya y La Flecha era desde donde vigilava todo el entorno proyectando sus asaltos a viajeros, carruajes y caminantes.